# Épistémologie évolutionniste
L’épistémologie évolutionniste est la tentative d'appliquer la théorie de l'évolution, issue de la biologie et de la philosophie naturelle, au champ des idées en général et plus particulièrement des hypothèses scientifiques. Ce type d'épistémologie, développé principalement par Konrad Lorenz, Karl Popper et Stephen Toulmin chacun à sa manière, cherche à dépasser l'opposition traditionnelle entre le rationalisme et l'empirisme. Il tend à faire de l'épistémologie une « province des sciences » et non plus une discipline « au-dessus » des sciences.

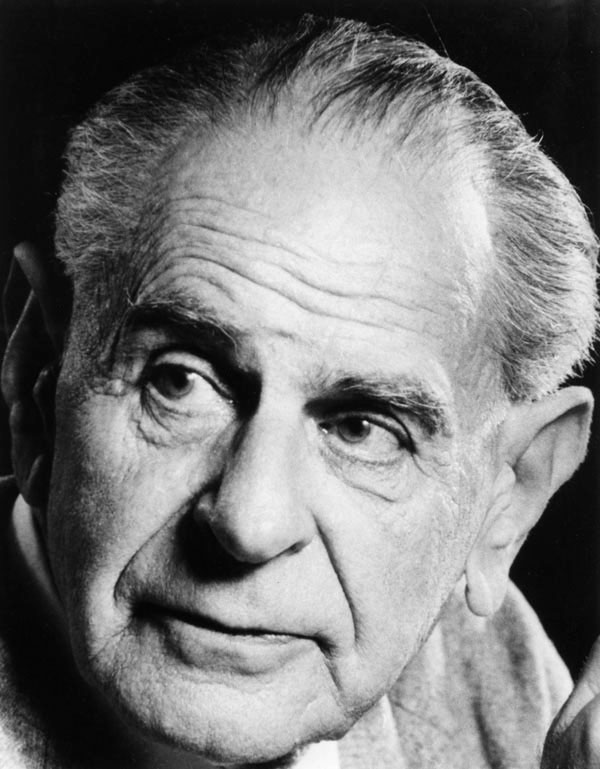
Le philosophe Karl Popper, l'un des principaux théoriciens de l'épistémologie évolutionniste.

L'hypothèse d'un processus évolutionniste ou « évolutionnaire » des sciences a été critiquée par deux disciples de Karl Popper, Thomas S. Kuhn et Paul Feyerabend, qui lui préfèrent respectivement les processus « révolutionnaire » et « anarchiste ».

## Concept et histoire

### Précurseurs
William James, s'inspirant de la philosophie évolutionniste d'Herbert Spencer, tente d'appliquer la théorie de l'évolution à l'épistémologie dans Le pragmatisme (1907). Stéphane Madelrieux explique que, pour James, l'esprit est actif : « chaque nouveau concept est comme une illumination spontanée chez un individu ». Ce stade correspond à l'apparition aléatoire des caractères/concepts dans la théorie darwinienne. Le stade suivant est l'expérimentation, qui correspond à la sélection naturelle : « l'expérience [...] se contente d'adopter ou de rejeter le concept proposé ». En somme, l'environnement ne produit pas les concepts (comme le pensent les théoriciens empiristes qui font des impressions sensibles la source unique de la connaissance), il joue un rôle sélectif : il invalide les concepts ou bien les préserve s'ils sont adaptés. Ici, « adapté » signifie « qui permet à l'esprit humain de se diriger dans le monde ». Le concept doit fonctionner comme un guide pour l'action pour ne pas être considéré comme faux.

### La version de Karl Popper

#### Réfutation de l'inductivisme
L'un des principaux initiateurs de l'épistémologie évolutionniste est le philosophe et épistémologue Karl Popper. Il s'agit d'une tentative d'appliquer la théorie de l'évolution au progrès scientifique. Popper caractérise ce progrès comme une « théorie des essais et de l'élimination de l'erreur » dans La Quête inachevée (1976) : cela veut dire que les hypothèses sont construites par les scientifiques, comme des conjectures sur le réel, et qu'ensuite elles sont éliminées si l'expérimentation les contredit. Popper oppose la démarche hypothético-déductive en sciences à l'inductivisme ; la sélection naturelle à l'instruction par répétition ; l'élimination critique de l'erreur à la justification ; c'est-à-dire le darwinisme au lamarckisme. C'est donc une épistémologie anti-téléologique.

#### Caractèrea priorides idées
Un des aspects principaux de l'épistémologie évolutionniste poppérienne est l'apriorisme : les théories inventées par les chercheurs précèdent systématiquement les faits, et sont éliminées après invalidation par la logique ou par l'expérience. Ainsi, Karl Popper élargit l'apriorisme d'Emmanuel Kant et affirme dans Un Univers de propensions (1990) que « 99 % des hypothèses sont innées », c'est-à-dire précontenues dans l'organisme. L'expérience sensorielle ne fournit pas les théories, ce sont les raisonnements humains qui les inventent ; la nature dit ensuite si oui ou non la théorie fonctionne. En ce sens, l'épistémologie évolutionniste est à l'opposé de l'épistémologie empiriste, pour laquelle c'est l'expérience qui fournit la connaissance, cette dernière étant toujours a posteriori.
On l'appelle aussi « réfutationnisme » ou « faillibilisme ».

#### Programme de recherche métaphysique
L'évolutionnisme épistémologique, chez Popper, est une application métaphysique ou spéculative de la théorie de l'évolution exposée jadis par le naturaliste Charles Darwin. Là où l'évolution concernait, dans la biologie, les caractères organiques, l'interprétation évolutionniste de la science ajoute que les hypothèses (et plus généralement tout ce qui appartient au monde des idées) sont également soumises aux lois de l'évolution (apparition aléatoire de nouveaux caractères et sélection naturelle). Cela veut dire que les idées apparaissent aléatoirement chez les individus qui les inventent, et qu'ensuite celles qui sont inopérantes sont réfutées par l'expérimentation. Les idées non réfutées sont sauvegardées par la science jusqu'à ce que des faits nouveaux viennent les réfuter et d'autres idées les remplacent.

### L'apport de Quine: la naturalisation de l'épistémologie
L'application du modèle de l'évolution à l'épistémologie est une tentative de « naturaliser » cette dernière, au sens où l'épistémologie ne se comprend plus alors comme une méta-science, comme un discours sur les sciences qui se tient au-delà ou en deçà des sciences : l'épistémologie est conditionnée par l'évolution naturelle des idées scientifiques, elle devient une province de l'édifice des sciences et non ce qui trône au-dessus de lui. L'épistémologie n'est plus ce qui fonde les sciences, mais une discipline qui en expose les présupposés et qui les critique, tout en se laissant critiquer par les sciences en retour. L'épistémologie n'est plus la « reine » des sciences, contrairement à ce que pensaient les rationalistes Platon (dialectique), Descartes (philosophie première), Kant (philosophie transcendantale) ou Husserl (phénoménologie). L'épistémologie évolutionniste s'oppose donc à l'épistémologie subjectiviste, qui défend l'idée d'un sujet connaissant (res cogitans, « moi transcendantal ») indépendant du monde qu'il connaît.

### La version de Stephen Toulmin
Le philosophe anglais Stephen Toulmin, disciple de Ludwig Wittgenstein, développe lui aussi un modèle évolutionniste (ou évolutionnaire, de l'anglais evolutionary) d'épistémologie dans Human Understanding (1972), en réponse au modèle des paradigmes et des révolutions de Thomas Samuel Kuhn (La Structure des révolutions scientifiques, 1962).
Toulmin défend ainsi la thèse de l'historicité des raisonnements : ces derniers ne reposent pas sur des idées absolues comme le croyait Platon. Il critique aussi le supposé relativisme de Thomas Samuel Kuhn, cherchant un moyen terme entre Platon et Kuhn.[réf. nécessaire]

### La mémétique
De manière analogue, la mémétique applique le schéma darwinien de l'évolution aux cultures (sociétés, religions, sciences...). L'un de ses principaux défenseurs et théoriciens est Richard Dawkins.